# Ogre Battle 64: Person of Lordly Caliber
Ogre Battle 64: Person of Lordly Caliber is een computerspel dat in 1999 werd uitgebracht voor het platform Nintendo 64. In 2010 volgde een release voor de Virtual Console. De hoofdpersoon is Magnus. Het spel is beurtgebaseerd. He speelveld wordt topdown weergegeven.

## Platforms
- Nintendo 64 (1999)
- Wii Virtual Console (2010)

## Ontvangst
| Beoordeeld door    | Platform    | Datum             | Score |
| ------------------ | ----------- | ----------------- | ----- |
| RPG Land           | Nintendo 64 | 29 januari 2004   | 100%  |
| Nintendo Life      | Wii         | 1 april 2010      | 100%  |
| Game Vortex        | Nintendo 64 | december 2002     | 100%  |
| GameSpot           | Nintendo 64 | 15 september 1999 | 91%   |
| RPGamer            | Nintendo 64 | 18 oktober 2000   | 90%   |
| IGN                | Nintendo 64 | 5 oktober 2000    | 88%   |
| Lens of Truth      | Nintendo 64 | 7 juli 2011       | 85%   |
| Total! (Duitsland) | Nintendo 64 | november 1999     | 85%   |
| Jeuxvideo.com      | Nintendo 64 | 10 juni 2010      | 85%   |
| Nintendojo         | Nintendo 64 | 2001              | 80%   |